# Wiktor Alexandrowitsch Kriwolapow
Wiktor Alexandrowitsch Kriwolapow (russisch Виктор Александрович Криволапов; * 4. März 1951 in Moskau, Russische SFSR) ist ein ehemaliger russischer Eishockeytorwart. 

## Karriere
Wiktor Kriwolapow begann seine Karriere 1968 beim HK Spartak Moskau. Die sowjetische Meisterschaft gewann er 1976 mit Spartak Moskau. Die Saison 1977/78 verbrachte er bei Chimik Woskressensk. 1978 kehrte er in seine Heimatstadt zu Spartak Moskau zurück. Während der Saison 1978/79 wechselte er zum Zweitligisten Ischstal Ischewsk. Nach der weiteren Station bei SKA Leningrad ließ der Torwart seine Karriere beim Zweitligisten HK Buran Woronesch ausklingen.
Für die sowjetische Eishockeynationalmannschaft absolvierte er drei Partien bei der Weltmeisterschaft 1975 und gewann mit seinem Team die Goldmedaille.